# Noriaki Yuasa
Noriaki Yuasa (湯浅 憲明 Yuasa Noriaki?) fue un director japonés. Yuasa es el principal director de la serie de películas Gamera, sobre una tortuga voladora gigante que se hace amiga de niños pequeños y lucha contra monstruos gigantes; dirigió siete de las primeras ocho películas de la serie y también proporcionó efectos especiales para una de ellas. La serie fue creada por Daiei Studios luego del éxito de la serie de Tōhō, Godzilla.

## Biografía
Noriaki Yuasa nació el 28 de septiembre de 1933 en Tokio, Japón. Yuasa era hijo de un actor de teatro y comenzó a trabajar a temprana edad como actor infantil. Después de graduarse de la universidad, comenzó a buscar trabajo en la producción de películas. Yuasa se unió a Daiei Studios en 1955 y se convirtió en director en 1964 con la película de comedia musical Shiawasa nara te o tatake.
El siguiente proyecto de Yuasa fue una película tentativamente titulada Dai gunju Nezura que implicaría ratas reales que se arrastran sobre miniaturas de ciudades. Las ratas de la película tenían pulgas, lo que detuvo la producción de Dai gunju Nezura. Como las miniaturas de la película ya estaban construidas, Masaichi Nagata tuvo que desarrollar un monstruo gigante para atacar la ciudad y tuvo la idea de una tortuga voladora gigante. Yuasa, con su guionista Nisan Takahashi, desarrolló la idea en la película de 1965 Gamera.
Yuasa continuó trabajando dirigiendo películas de la serie, excepto Gamera vs. Barugon, donde solo era el director de efectos especiales. La favorita de Yuasa de sus películas de Gamera era Gamera vs. Viras. Tras el colapso de Daiei en 1971, dirigió principalmente el trabajo para televisión, incluidos Electroid Zaborger (1974) y Ultraman 80 (1980). Su última película completa fue Uchū Kaijū Gamera, que incluía un extenso material de archivo de las siete películas anteriores de Gamera. Más tarde trabajó en vídeos más pequeños de V-Cinema como Kosupure senshi kyūtī naito 2 teikoku-ya no gyakushū.
Yuasa murió de un derrame cerebral en Japón el 14 de junio de 2004.

## Filmografía seleccionada

### Películas
| Título                                     | Año  | Rol      | Rol                            | Ref(s)      |
| Título                                     | Año  | Director | Director de efectos especiales | Ref(s)      |
| ------------------------------------------ | ---- | -------- | ------------------------------ | ----------- |
| Shiawase nara te o tatakō                  | 1964 | Sí       |                                | [ 1 ]       |
| Gamera the Giant Monster                   | 1965 | Sí       |                                | [ 1 ]       |
| Gamera vs. Barugon                         | 1966 |          | Sí                             | [ 5 ]       |
| Gamera vs. Gyaos                           | 1967 | Sí       |                                | [ 1 ]       |
| Gamera vs. Viras                           | 1968 | Sí       |                                | [ 1 ]       |
| The Snake Girl and the Silver-Haired Witch | 1968 | Sí       |                                | [ 6 ] [ 7 ] |
| Gamera vs. Guiron                          | 1969 | Sí       |                                | [ 1 ]       |
| Gamera vs. Jiger                           | 1970 | Sí       |                                | [ 1 ]       |
| Gamera vs. Zigra                           | 1971 | Sí       |                                | [ 1 ]       |
| Uchū Kaijū Gamera                          | 1980 | Sí       |                                | [ 1 ]       |

### Televisión
- Denjin Zaborger (1974)
- Ultraman 80 (1980)

### V-Cinema
- Kosupure senshi kyūtī naito 2 teikoku-ya no gyakushū (1996)